# エイドリアン・スミス
エイドリアン・フレデリック・スミス（Adrian Frederick Smith、1957年2月27日 - ）は、イギリス、ロンドンのハクニー出身のミュージシャン。アイアン・メイデンの3人のギタリストのうちの1人であり、コーラス、ソングライティングも担当する。
ニックネームは"H"。
趣味はフィッシング。ルアーフィッシングやフライフィッシングを嗜み、ツアー先などでもオフの時に楽しむこともある。

## 略歴
彼が初めて買ったギターは、ウルワースのTOP20。デイヴ・マーレイから5ポンドで譲り受ける。初めて結成したバンドは「アーチン」で、ボーカルとギターを担当。
1980年、デニス・ストラットンの後任としてアイアン・メイデンに加入。バンドでは作曲面でも貢献し、また、1986年発表のシングル「ウエイステッド・イヤーズ」のカップリング曲「リーチ・アウト」では、リード・ボーカルも担当した。
アイアン・メイデンでの活動のかたわら、1983年にはEARTHSHAKERに「DARK ANGEL(ANIKALS)」を提供。1985年にはデイヴ・マーレイと共にヒア・アンド・エイドの楽曲「スターズ」でギターを弾いた。1989年には、自身がリード・ボーカルも兼任するソロ・プロジェクト、A.S.a.P （Adrian Smith And Project）の名義で、アルバム『Silver and Gold』をリリース。
1990年、音楽性の違いからアイアン・メイデンを脱退。
1996年、サイコ・モーテルを率いて再デビュー。また、マイケル・キスクのアルバム『Instant Clarity』にゲスト参加。その後、当時アイアン・メイデンを脱退していたブルース・ディッキンソンと合流し、ディッキンソンのソロ・アルバム『アクシデント・オブ・バース』（1997年）、『ケミカル・ウェディング』（1998年）及びライヴ・アルバム『スクリーム・フォー・ミー・ブラジル』（1999年）に参加。
1999年、アイアン・メイデンに再加入。スミスの復帰により、バンドはトリプル・ギター編成となる。